# Duke Nukem: Land of the Babes
Duke Nukem: Land of the Babes est un jeu vidéo de tir à la troisième personne sorti en 2000 sur PlayStation. Le jeu a été développé par n-Space puis édité par GT Interactive.

## Synopsis
Dans un futur lointain, les extra-terrestres ont détruit tous les mâles habitant la planète Terre et forcé les femelles à être leurs esclaves. Seule une petite partie de la population féminine, le groupe des gonzesses résistantes, s'oppose aux envahisseurs ; elles appellent Duke Nukem à la rescousse via un portail temporel. Duke, furieux du sort réservé par les extra-terrestres à ses chéries, va faire un sacré carnage pour libérer ses nanas…

## À noter
Le jeu est une suite directe de Duke Nukem: Time to Kill.